# Gizela Habsburg
Gizela Ludwika Maria Habsburg-Lotaryńska (niem. Gisela Louise Marie; ur. 12 lipca 1856 w Laxenburgu, zm. 27 lipca 1932 w Monachium) – arcyksiężniczka austriacka, księżniczka bawarska. Druga córka cesarza Franciszka Józefa I i cesarzowej Elżbiety.

## Życiorys

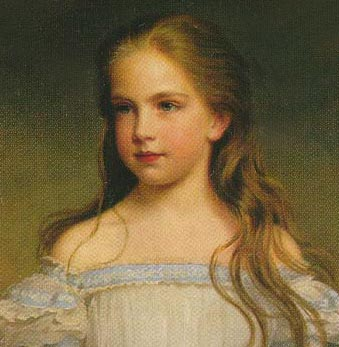
Arcyksiężniczka Gizela, ok. 1860

Urodziła się 12 lipca 1856 roku w Laxenburg jako drugie dziecko cesarza Austrii, Franciszka Józefa I, oraz jego żony, Elżbiety Bawarskiej. Następnego dnia odbył się chrzest arcyksiężniczki, która otrzymała imiona Gizela Ludwika Maria (niem. Gisela Louise Marie).
Wychowana została przez swoją babkę, arcyksiężną Zofię Wittelsbach, co bardzo nie podobało się jej matce, cesarzowej Elżbiecie, i było powodem wielu kłótni. Gizela kochała i szanowała babkę, która była jej bardzo bliska. Silne więzi emocjonalne łączyły ją również z bratem, Rudolfem. Po ślubie nadal utrzymywali ze sobą kontakt. Szokiem dla niej była samobójcza śmierć brata.  
Arcyksiężniczka szczerze kochała swojego ojca, cesarza Franciszka Józefa I, którego z charakteru bardzo przypominała. Podzielała  poglądy ojca i uwielbiała przebywać w jego towarzystwie. Natomiast jej relacje z matką nie układały się najlepiej. Cesarzowa, pozbawiona wpływu na wychowywanie dzieci, miała do Gizeli dystans. Od momentu śmierci najstarszej córki pary cesarskiej, Zofii, kobieta zaniedbywała młodsze dzieci, skupiając się głównie na własnej urodzie, zaś po urodzeniu najmłodszej córki, Marii Walerii, całkowicie się od nich odsunęła. Sama Gizela również nigdy nie czuła się szczególnie związana ze swoją matką. Cesarzowa określała swoją córkę jako rackerdürre Sau. Racker to staroniemieckie słowo oznaczające końskiego rzeźnika. Słowo dürr oznacza chudy lub wątły, zaś Sau - maciorę.
W 1873 poślubiła Leopolda, księcia Bawarii, syna Luitpolda Wittelsbacha, księcia-regenta i Augusty Ferdynandy Habsburg, księżniczki toskańskiej. Miała z nim czworo dzieci:
- Elżbieta Maria (1874-1957), żona Ottona, hrabiego von Seefried auf Buttenheim
- Augusta Maria (1875-1964), żona Józefa Augusta Habsburga
- Jerzy Franciszek (1880-1943), mąż Izabeli Habsburg
- Konrad Luitpold (1883-1969), mąż Bony Małgorzaty Sabaudzkiej

20 kwietnia 1923 roku Gisela i Leopold obchodzili złote gody. W trakcie trwania I wojny światowej prowadziła lazaret. W 1932 zmarła jako ostatnie dziecko austriackiej pary cesarskiej. Pochowana została w kościele św. Michała w Monachium.

## Genealogia
| Prapradziadkowie                       | cesarz rzymski Leopold II Habsburg (1747-1792) ∞ 1765 Maria Ludwika Burbon (1745–1792)              | król Hiszpanii Ferdynand I Burbon (1751-1816) ∞ 1768 Maria Karolina Habsburg (1752–1814)            | Fryderyk Michał Wittelsbach (1724-1767) ∞1746 Maria Franciszka Wittelsbach (1724-1794)                  | Fryderyk Michał Wittelsbach (1724-1767) ∞1746 Maria Franciszka Wittelsbach (1724-1794)                  | Karol Ludwik Badeński (1755–1801) ∞ 1774 Amalia Fryderyka Hessen-Darmstadt (1754-1832)                      | Karol Ludwik Badeński (1755–1801) ∞ 1774 Amalia Fryderyka Hessen-Darmstadt (1754-1832)                      | książę w Bawarii Wilhelm Wittelsbach (1752-1837) ∞1780 Anna Maria Wittelsbach (1753-1824)                   | Ludwik Maria Arenberg (1757-1795) ∞ Anna de Mailly-Nesle (1766-1789)                                        |
| Pradziadkowie                          | cesarz Austrii Franciszek II Habsburg (1768-1835) ∞ 1790 Maria Teresa Burbon-Sycylijska (1772-1807) | cesarz Austrii Franciszek II Habsburg (1768-1835) ∞ 1790 Maria Teresa Burbon-Sycylijska (1772-1807) | król Bawarii Maksymilian I Józef Wittelsbach (1756-1825) ∞ 1797 Karolina Fryderyka Badeńska (1776-1841) | król Bawarii Maksymilian I Józef Wittelsbach (1756-1825) ∞ 1797 Karolina Fryderyka Badeńska (1776-1841) | król Bawarii Maksymilian I Józef Wittelsbach (1756-1825) ∞ 1797 Karolina Fryderyka Badeńska (1776-1841)     | król Bawarii Maksymilian I Józef Wittelsbach (1756-1825) ∞ 1797 Karolina Fryderyka Badeńska (1776-1841)     | książę w Bawarii Pius Wittelsbach (1786-1837) ∞1807 Amalia Luiza Arenberg (1789-1823)                       | książę w Bawarii Pius Wittelsbach (1786-1837) ∞1807 Amalia Luiza Arenberg (1789-1823)                       |
| Dziadkowie                             | arcyksiążę Franciszek Karol Habsburg (1802-1878) ∞ 1824 arcyksiężna Zofia Wittelsbach (1805-1872)   | arcyksiążę Franciszek Karol Habsburg (1802-1878) ∞ 1824 arcyksiężna Zofia Wittelsbach (1805-1872)   | arcyksiążę Franciszek Karol Habsburg (1802-1878) ∞ 1824 arcyksiężna Zofia Wittelsbach (1805-1872)       | arcyksiążę Franciszek Karol Habsburg (1802-1878) ∞ 1824 arcyksiężna Zofia Wittelsbach (1805-1872)       | Ludwika Wilhelmina Wittelsbach (1808-1892) ∞1828 książę w Bawarii Maksymilian Józef Wittelsbach (1808-1888) | Ludwika Wilhelmina Wittelsbach (1808-1892) ∞1828 książę w Bawarii Maksymilian Józef Wittelsbach (1808-1888) | Ludwika Wilhelmina Wittelsbach (1808-1892) ∞1828 książę w Bawarii Maksymilian Józef Wittelsbach (1808-1888) | Ludwika Wilhelmina Wittelsbach (1808-1892) ∞1828 książę w Bawarii Maksymilian Józef Wittelsbach (1808-1888) |
| Rodzice                                | cesarz Austrii Franciszek Józef I (1830-1916) ∞1854 Elżbieta Wittelsbach (1837-1898)                | cesarz Austrii Franciszek Józef I (1830-1916) ∞1854 Elżbieta Wittelsbach (1837-1898)                | cesarz Austrii Franciszek Józef I (1830-1916) ∞1854 Elżbieta Wittelsbach (1837-1898)                    | cesarz Austrii Franciszek Józef I (1830-1916) ∞1854 Elżbieta Wittelsbach (1837-1898)                    | cesarz Austrii Franciszek Józef I (1830-1916) ∞1854 Elżbieta Wittelsbach (1837-1898)                        | cesarz Austrii Franciszek Józef I (1830-1916) ∞1854 Elżbieta Wittelsbach (1837-1898)                        | cesarz Austrii Franciszek Józef I (1830-1916) ∞1854 Elżbieta Wittelsbach (1837-1898)                        | cesarz Austrii Franciszek Józef I (1830-1916) ∞1854 Elżbieta Wittelsbach (1837-1898)                        |
| Gizela Habsburg-Lotaryńska (1856–1932) | | | | | | | | |